# Beja (tỉnh)
Tỉnh Beja (tiếng Bồ Đào Nha:) là một tỉnh của Bồ Đào Nha, giáp biên giới với các vùng Extremadura và Andalucía của Tây Ban Nha. Thủ phủ tỉnh đóng tại thành phố Beja.

## Các khu tự quản
Tỉnh gồm 11 khu tự quản:
- Aljustrel
- Almodôvar
- Alvito
- Barrancos
- Beja
- Castro Verde
- Cuba
- Ferreira do Alentejo
- Mértola
- Moura
- Odemira
- Ourique
- Serpa
- Vidigueira